# Rama Yade

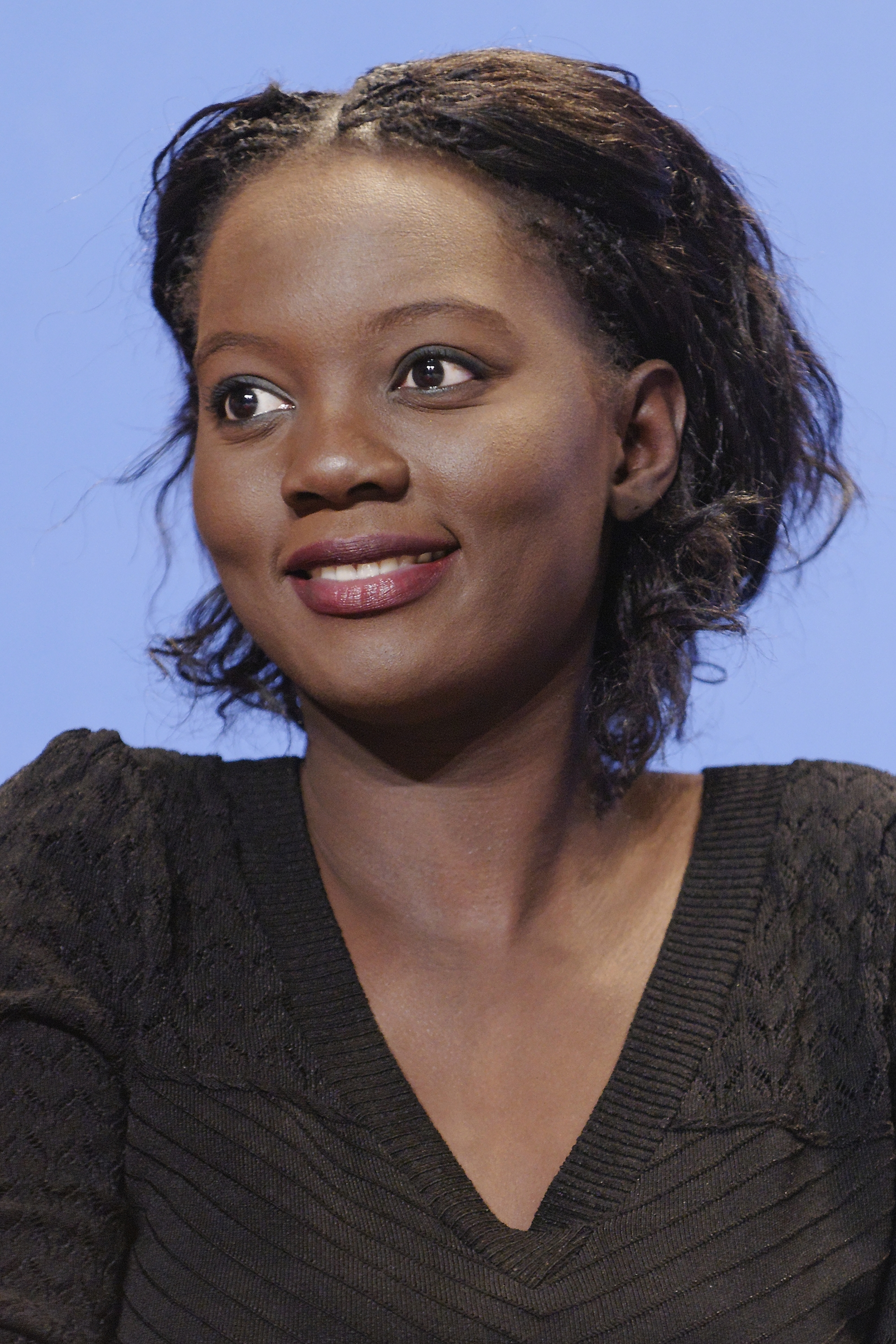
Rama Yade (2010)

Rama Yade (eigentlich Ramatoulaye Yade-Zimet; * 13. Dezember 1976 in Dakar, Senegal als Mame Ramatoulaye Yade) ist eine französische Politikerin. Von 2007 bis 2010 war sie in der Regierung, zunächst als Staatssekretärin zuständig für auswärtige Angelegenheiten und Menschenrechte, nach einer Kabinettsumbildung im Juni 2009 wurde sie Staatssekretärin für Sport. Eine angekündigte Kandidatur für die französischen Präsidentschaftswahlen 2017 scheiterte im Vorstadium.

## Leben
Rama Yade wurde 1976 als Tochter eines ranghohen Beraters des senegalesischen Präsidenten Léopold Sédar Senghor und einer Professorin in Dakar geboren. Die Familie übersiedelte aufgrund der Tätigkeit des Vaters im diplomatischen Dienst nach Colombes in Frankreich, als Yade elf Jahre alt war. Nach der Trennung der Eltern und der Rückkehr ihres Vaters in den Senegal verblieb sie mit ihrer Mutter und den drei Schwestern in der Vorstadtsiedlung, wo sie auch aufwuchs. Obwohl sie muslimischer Konfession war, ging sie auf eine katholische Schule, wo sie 1994 ihr Baccalauréat (Abitur) ablegte. Sie erhielt 1997 die französische Staatsbürgerschaft und gab die senegalesische auf. Anschließend studierte sie am Institut d’études politiques de Paris (Sciences Po), von dem sie 2000 ihr Diplom erhielt.
2002 absolvierte sie erfolgreich das Auswahlverfahren für eine Beschäftigung in der Verwaltung des französischen Senats. Ihre Tätigkeit für die Senatsverwaltung wurde von 2005 bis 2006 unterbrochen von einer Tätigkeit als stellvertretende Programmdirektorin, später Kommunikationsdirektorin des Senats-Fernsehsenders „Public Sénat“.

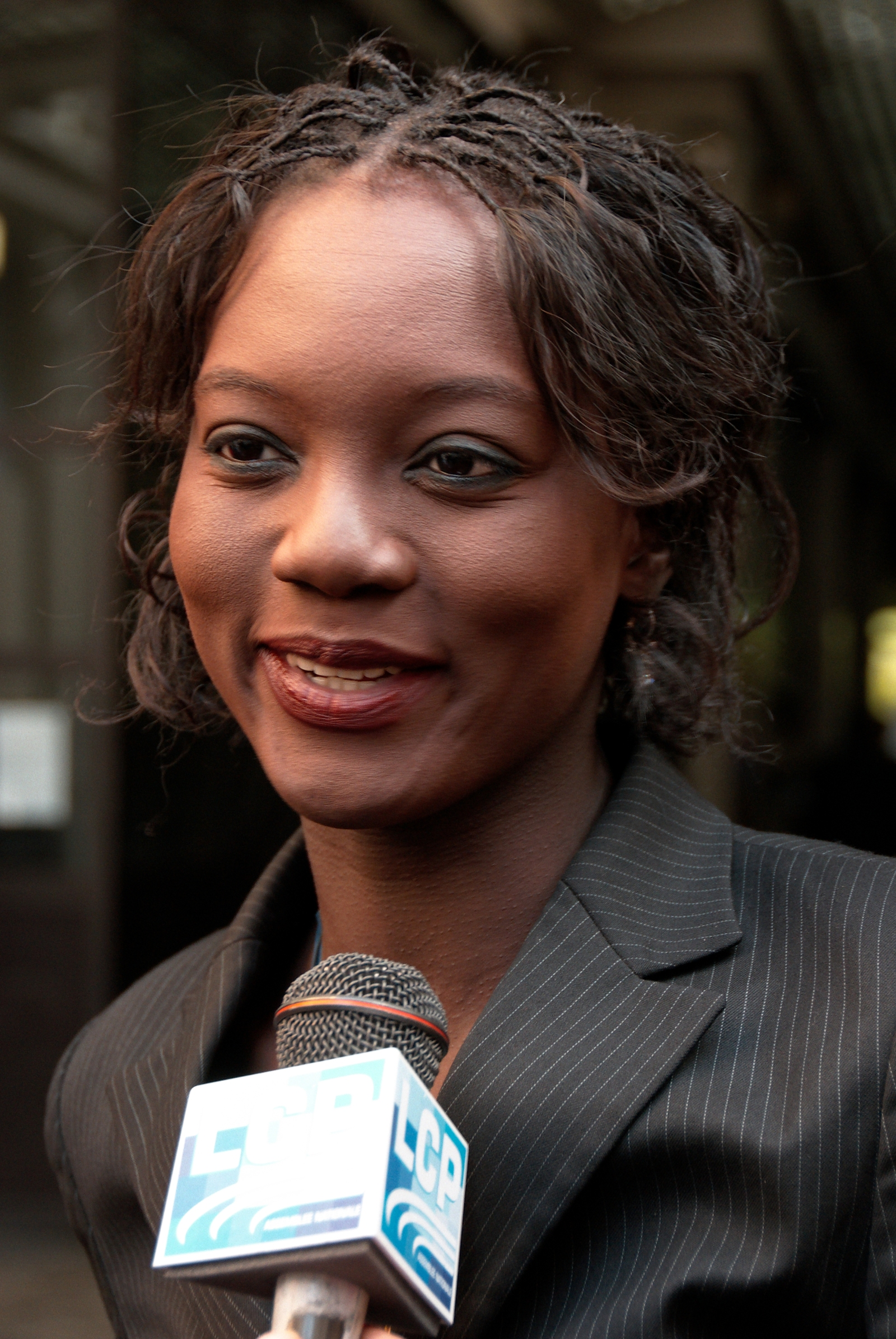
Rama Yade im Jahr 2007

Ihre politische Karriere begann während der Tätigkeit in der Senatsverwaltung: 2005 trat sie in die konservative Union pour un mouvement populaire (UMP) ein. Grund dafür war laut Yade allein das Charisma und die Positionen Nicolas Sarkozys; ansonsten hätte sie sich nicht mit den Werten der politischen Rechten identifiziert und noch bei der Präsidentschaftswahl 2002 für Christiane Taubira von der linksliberalen PRG gestimmt. Ihr Ehemann, der Historiker Joseph Zimet, war hingegen Mitglied der Parti socialiste. In der UMP wurde sie gefördert und stieg im März 2006 zur nationalen Parteisekretärin für die Frankophonie auf. Am 14. Januar 2007 hielt sie auf einem Parteikongress in Versailles eine Rede, die neben anderen Zuhörern den damaligen Parteichef Nicolas Sarkozy beeindruckte, der sie später zu einer der Sprecherinnen für die UMP in seinem Präsidentschafts-Wahlkampf ernannte.
Nach Sarkozys Wahlsieg wurde Yade am 19. Juni 2007 zur Staatssekretärin beim Außenminister Bernard Kouchner mit besonderer Zuständigkeit für Menschenrechte berufen. Mit deutlichen Äußerungen zu Menschenrechtsverletzungen brachte sie wiederholt Kouchner und Sarkozy gegenüber Staatsgästen, etwa dem libyschen Staatschef Muammar al-Gaddafi, in Verlegenheit. Dies wird als Grund für ihre Versetzung auf den Posten einer Staatssekretärin für Sport im Zuge einer Kabinettsumbildung im Juni 2009 gesehen. Anschließend war sie Roselyne Bachelot, Ministerin für Gesundheit, Jugend und Sport beigeordnet. Bei der Regionalwahl im März 2010 wurde Yade zudem für die UMP in den Regionalrat der Hauptstadtregion Île-de-France gewählt.
Im Zuge einer weiteren Kabinettsumbildung verlor Rama Yade im November 2010 ihr Amt als Staatssekretärin in der Regierung des neuen Premierministers François Fillon. Einen Monat später trat sie der Parti radical valoisien bei, einer Kleinpartei, die bislang mit der UMP assoziiert gewesen war, sich aber nach der Entlassung ihres Vorsitzenden Jean-Louis Borloo als Umweltminister von der Mutterpartei distanzierte und sich 2011 schließlich ganz von der UMP trennte. Von Januar bis Juni 2011 war Yade Vertreterin Frankreichs bei der UNESCO. Im Oktober 2011 wurde sie zur stellvertretenden Vorsitzenden der Parti radical gewählt. Diese war ab 2012 Bestandteil des Parteienbündnisses Union des démocrates et indépendants (UDI). Im Juni 2014 bewarb sie sich um die Nachfolge Borloos als Vorsitzende der Parti radical, unterlag jedoch Laurent Hénart.
Aufgrund ihrer öffentliche Überlegung, zur Präsidentschaftswahl anzutreten, wurde sie im September 2015 aus der Parti radical ausgeschlossen. Am 21. April 2016 gab sie ihre Kandidatur für die Präsidentschaftswahlen im Jahr 2017 bekannt. Sie wollte sich nicht an den Vorwahlen der Republikaner (Nachfolgepartei der UMP) beteiligen, sondern rief zu einem unabhängigen Bündnis unter dem Titel La France qui ose (auf Deutsch: „Das Frankreich, das sich etwas (zu)traut“) auf.
Ihre Kandidatur scheiterte, da sie von den dazu erforderlichen 500 Unterschriften von Amtsträgern (parrainages) nur 353 aufbringen konnte. Zur Parlamentswahl im Juni 2017 trat sie unter dem Etikett Divers droite im 1. Wahlkreis des Départements Loir-et-Cher an und schied mit 5,65 % der Stimmen aus.